# Snide, Alba
Snide este un sat în comuna Gârda de Sus din județul Alba, Transilvania, România.